# Pressupostos de les Comunitats Autònomes
Els pressupostos de les comunitats autònomes són els pressupostos que elaboren i aproven les Comunitats Autònomes sobre la base del principi d'autonomia financera que tenen per a gestionar els seus assumptes. Aquests pressupostos són anuals i tenen el mateix període que els Pressupostos Generals de l'Estat.
El Ministeri d'Hisenda i Administracions Públiques publica les dades de les liquidacions anuals i de l'execució pressupostària.

## Fonament legal
La Constitució espanyola de 1978 no determina el règim pressupostari de les Comunitats Autònomes però el pressuposa quan estableix que el Tribunal de Comptes controlaria els pressupostos de les activitats de les comunitats autònomes (art. 153d). Les comunitats autònomes tenen un poder financer sobre la despesa.
A més, la potestat de regular-se a elles mateixes l'estructura i el cicle del pressupost (òrgans i procediments d'elaboració, execució i control del pressupost de la comunitat autònoma) està implícit a l'art. 148.1.1a.
Els principis constitucionals que afecten els Pressupostos de les Comunitats Autònomes són:
- Principi d'autonomia: És competència exclusiva de la Comunitat Autònoma l'elaboració i aprovació dels seus pressupostos. La sentència del Tribunal Constitucional 14/1986 ho ratifica.
- Principi de coordinació: No invasió de les competències d'altres administracions mitjançant dels pressupostos.
- Principi de solidaritat

La Llei Orgànica de Finançament de les Comunitats Autònomes (LOFCA) estableix els principis d'unitat i anualitat pressupostària als pressupostos de les comunitats autònomes en l'article 21. Exigeix, entre d'altres, que s'elaboren seguint criteris homogenis.
Respecte aquests criteris homogenis, Castelao Rodríguez, Villar Ezcurra & González (1996, p. 573) afirma que junt a Martin Queralt, interpreten que no es refereix a les "decisions materials sobre la despesa, sinó únicament a l'àmbit de l'ordenació formar i de l'estructura dels corresponents estats d'ingressos i desepeses, doncs així es propiciarà que la seua classificació permitisca la consolidació amb els pressupostos de l'Estat".
Alguns estatuts d'autonomia estableixen els principis pressupostaris de limitar la iniciativa parlamentària i les restriccions a les modificacions dels tributs.
La majoria de les comunitats autònomes han aprovat normes d'intervenció en el control dels pressupostos similars a les de nivell estatal.

## Evolució general dels pressupostos de les comunitats autònomes
Des de les normatives d'estabilitat pressupostària d'a partir de 2001, es troba que entre 2003 i 2007, el compliment és generalitzat. Durant la recessió del 2008-2012, l'incompliment és generalitzat.
A partir del 2003 fins al 2012, almenys, les comunitats autònomes han comptat amb competències de despesa similars, permetent comparar l'evolució dels pressupostos.
En general, les xifres s'han portat de manera similar en tres fases:
- Entre 2003 i 2007 els ingressos i les despeses creixen a un ritme similar.
- Entre 2007 i 2009 les despeses es disparen alhora que els ingressos decreixen ràpidament en termes de meritació i creixen de manera contínua en termes de caixa.
- Entre 2009 i 2012 els ingressos per caixa i les despeses es redueixen a un fort ritme, ocorreguent que els ingressos per caixa una estabilització.

A partir d'aquestes dades (2003-2012), Ángel de la Fuente va concloure que:
- La despesa autonòmica ha seguit un patró de comportament apegat al cicle econòmic amb dos anys de retard: creixement en període d'expansió i decreixement durant la crisi.
- Els dèficits durant la crisi no estan compensats per superàvits del període d'expansió.
- A partir de les dos conclusions anteriors, infereix que el sistema de finançament autonòmic i les Lleis d'Estabilitat Pressupostària han fracassat en els seus objectius macroeconòmics.[10]